# Île Roosevelt (Antarctique)
Pour les articles homonymes, voir Roosevelt.
L'île Roosevelt est une île de l'Antarctique. Elle a été nommée ainsi par l'amiral américain Richard Evelyn Byrd en 1934 en l'honneur du président des États-Unis Franklin Delano Roosevelt.
C'est une île couverte de glace, longue d'environ 130 km dans un sens nord-ouest / sud-est, de 65 km de large pour une superficie de 7 500 km2. Elle se trouve juste en dessous de la partie est de la barrière de glace de Ross. Son arête centrale s'élève à environ 550 m au-dessus du niveau de la mer.
La souveraineté sur l'île Roosevelt est revendiquée par la Nouvelle-Zélande mais non reconnue par les autres États.